# Gian Galeazzo Sforza

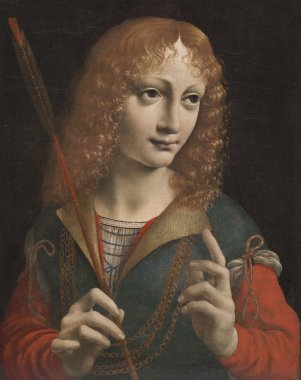
Gian Galeazzo Sforza

Gian Galeazzo Sforza of Giovanni Galeazzo Sforza (20 juni 1469 - 21 oktober 1494 ) was de zesde  Hertog van Milaan. 
Hij werd geboren in Abbiategrasso en was slechts 7 jaar oud toen zijn vader, Galeazzo Maria Sforza, in 1476 werd vermoord.
Gian Galeazzo volgde zijn vader op en werd hertog van Milaan. Zijn oom, Ludovico Sforza, trad op als regent in plaats van de jonge hertog maar trok al snel de macht naar zich toe en werd de facto heerser van Milaan.
In 1488 huwde Gian Galeazzo met zijn volle nicht, prinses Isabella van Napels; zij hadden samen drie kinderen: 
- Francesco (1491-1512)
- Ippolita Maria (1493-1501)
- Bona (1495-1557), huwde met Sigismund I van Polen

Na zijn dood in 1494 werd hij opgevolgd door zijn oom Ludovico Sforza.